# Fiona Graham
Fiona Caroline Graham (16. září 1961 Melbourne – 26. ledna 2023) byla australská antropoložka, která pracovala jako gejša v Japonsku. Svůj debut jako gejša pod uměleckým jménem Sajuki (紗幸) započala v roce 2007 ve čtvrti Asakusa v Tokiu. Byla první ženou ze západu, která se stala profesionální gejšou.

## Životopis
Narodila se v Melbourne v Austrálii. Poprvé cestovala do Japonska, když jí bylo patnáct let, v rámci studentského výměnného programu. Docházela zde na střední školu a žila v japonské rodině.

### Studium a akademická kariéra
Svůj první akademický titul získala z psychologie na japonské univerzitě Keió. Magisterský titul získala v roce 1992. V roce 2001 získala doktorát na univerzitě v Oxfordu se zaměřením na japonskou korporátní kulturu. Přednášela o studiu gejš na univerzitách Keió a Waseda. Graham vydala tři publikace o antropologii. Inside the Japanese Company (2003, v překladu: V japonské firmě) a A Japanese Company in Crisis (2005, v překladu: Japonská firma v krizi) jsou o velké pojišťovací společnosti (dostala fiktivní jméno „C-Life”), do které Graham nastoupila po promoci, a kterou později sledovala, nejdříve jako výzkumnice, později jako dokumentaristka. Hlavním tématem její knihy je „nerovnoměrné oslabování závazku mzdových pracovníků (společnost) k zastřešující podnikové ideologii”. Zaměřila se v ní na skupinu pracovníků, která vstoupila do firmy ve stejnou dobu jako ona. Recenzent obou knih pro British Journal of Industrial Relations, hodnotil její knihu pozitivně, ale domníval se, že se dostatečně nezabývá širší problematikou struktury a mocenských vztahů. Recenzent pro časopis Organization byl z knihy Inside the Japanese Company znepokojen neinformativností jejích respondentů a závažnými problémy kvantitativního průzkumu knihy. Přesto však knihu shledal zasvěcenou a přínosnou. „C-life” nakonec zkrachovala v říjnu 2000. Její třetí kniha A Japanese Company in Crisis (v překladu: Japonská společnost v krizi) se zaměřila na způsoby, jakými jednotliví zaměstnanci přemýšleli a jednali v očekávání těžkých časů. Recenzent opět našel nedostatky, ale celkově ji ohodnotil velmi příznivě. Podobně vysoce knihu hodnotila recenze v deníku Social Science Japan Journal. V knize Playing at Politics, Graham navázala na dokumentární film z roku 2001 (The Oxford Union: Campus of Tradition), který natočila pro japonskou televizi o kandidatuře na předsedu Oxfordské Unie. Recenzet časopisu Journal of Royal Anthropologival Institute shledal knihu „vtipným zkoumáním britských politických procesů” a doporučil ji všem budoucím politikům a jejich učitelům.

### Gejša

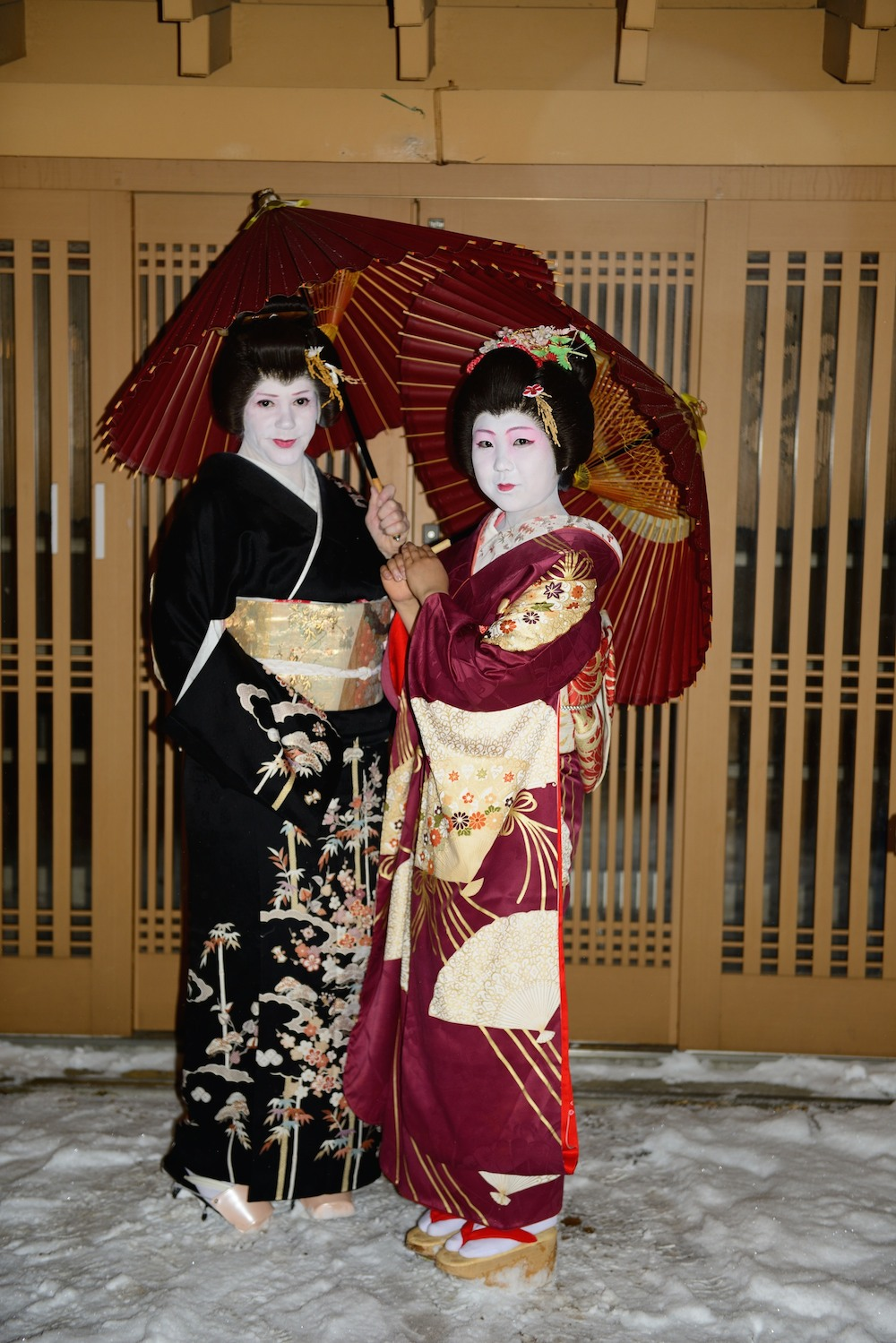
Sajuki (vlevo) se svou učnicí v Tokiu

Fiona Graham vstoupila do profese gejš s úmyslem natočit dokumentární projekt pro National Geographic Channel. Během dokončování svého výcviku (který podstoupila kvůli natáčení), dostala povolení pokračovat v práci jako plnohodnotná gejša a formálně debutovala pod uměleckým jménem „Sajuki” v prosinci 2007. Debutovala v Asakusa, ve čtvrti gejš v Tokiu. Její výcvik trval rok, a zahrnoval lekce tance, čajového obřadu a hry na šamisen. Graham se specializuje na japonskou příčnou flétnu jokobue. Dokument zůstal nedokončený.
Po čtyřech letech, kdy v Asakuse pracovala jako gejša, zažádala o povolení převzít okiju (domov gejš), kterou provozovala její „matka gejš”, která odcházela na odpočinek, kvůli problémům se srdcem. Její žádost byla zamítnuta na základě toho, že je cizinka. V roce 2011 Graham odešla, aby mohla pracovat nezávisle na Společnosti gejš v Asakuse, ačkoli stále ve čtvrti pracovala jako gejša, a ve stejném roce si otevřela obchod prodávající kimona. V roce 2013 provozovala nezávislou okiju ve čtvrti Janaka v Tokiu se čtyřmi učenkami. V roce 2021 měla trvalý pobyt v Japonsku a provozovala okiju ve čtvrti Fukagawa v Tokiu se třemi učenkami. Turistům, kteří sem zavítají, dovoluje aby sledovali mladé gejši při výcviku.
Fiona Graham cestovala do zahraničí, aby ukázala tradiční umění gejš. V roce 2013 vystoupila na Hyper Japan festivalu ve Velké Britániia také v Dubaji. V roce 2015 cestovala do Brazílie. Během pandemie covidu-19, přidala do repertoáru své okiji i online bankety gejš.
Fiona Graham zemřela 26. ledna 2023. Bylo jí 61 let.